# Woodfjorden
Woodfjord é um fiorde na costa norte da ilha Spitsbergen, no arquipélago Svalbard. É o quarto mais longo fiorde em Svalbard e é adjacente ao Wijdefjorden, entrando 64 km dentro da ilha, a oeste da Terra de Andrée.

Mapa de Svalbard

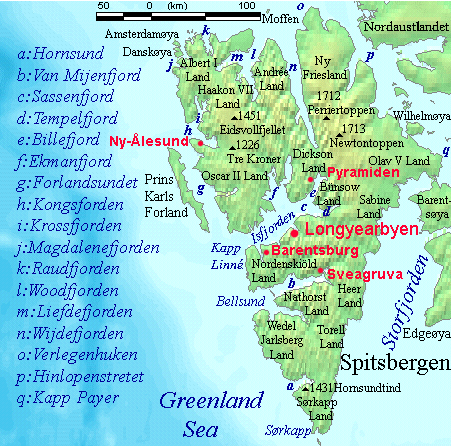
Localização do Woodfjorden (letra l) em Spitsbergen.